# Hecatera digramme
Hecatera digramme is een vlinder uit de familie van de uilen (Noctuidae). De wetenschappelijke naam van de soort is voor het eerst geldig gepubliceerd in 1820 door Fischer de Waldheim.